# Alemães do Volga
Os alemães do Volga (em alemão:  Wolgadeutsche or Russlanddeutsche, russo:  поволжские немцы, tr. povolzhskiye nemtsy) são um grupo étnico de origem alemã que vivia próximo ao rio Volga, na Rússia. Foram convidados por Catarina, a Grande, por volta de 1763, para colonizar o Baixo Volga, próximo ao mar Cáspio, nas regiões de Saratov e Samara. Com o advento do nacionalismo do fim do século XIX, os russos alemães perderam os  privilégios concedidos à época de Catarina, tais como isenção do serviço militar e do pagamento de impostos, além da própria autonomia de gestão das colônias. Em consequência, a maior parte deles deixou a Rússia. Alguns retornaram para a Alemanha, outros emigraram para os Estados Unidos, Canadá, Argentina e Brasil.
Na região dos Campos Gerais, foram criados três núcleos de colônias de russos-alemães do Volga. Em Ponta Grossa, Otavia; em Palmeira Sinimbú; na Lapa, as colônias de Marienthal, Johannesdorf e Virmond. A maioria dessas colônias não prosperou em razão do insucesso no cultivo do trigo, principal plantação dos imigrantes. Assim, muitos colonos acabaram por se transferir para as cidades.

## Ver também

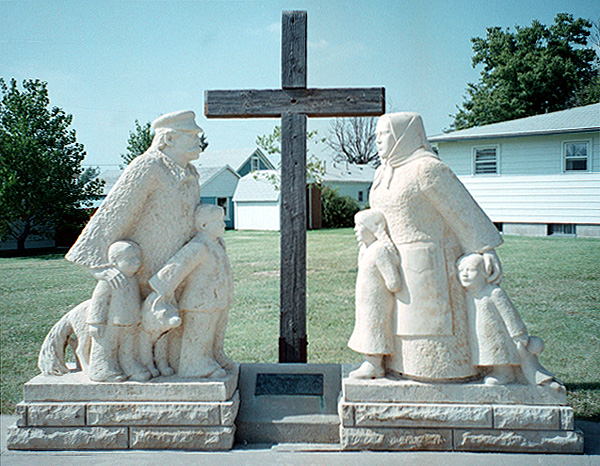
Estátua comemorativa de uma família de pioneiros alemães do Volga em Victoria, Kansas, Estados Unidos